# 丘馬科韋
51°13′27″N 33°53′49″E / 51.22417°N 33.89694°E
丘馬科韋（烏克蘭語：Чумакове）是位於烏克蘭東北部的村莊，由蘇梅州科諾托普區的布林市鎮負責管轄。該村處於謝伊姆河左岸，距離伊戈里夫卡2公里，海拔高度146米，2001年人口348。